# Житія (Румунія)
Житія (рум. Jitia) — село у повіті Вранча в Румунії. Входить до складу комуни Житія.
Село розташоване на відстані 137 км на північ від Бухареста, 36 км на захід від Фокшан, 101 км на захід від Галаца, 88 км на схід від Брашова.

## Населення
За даними перепису населення 2002 року у селі проживали 464 особи, усі — румуни. Усі жителі села рідною мовою назвали румунську.